# 골드핑거 (영화)
《골드핑거》는 2023년에 개봉한 홍콩, 중국의 영화이다.

## 캐스팅

### 주연
- 양조위 : 청이옌 역
- 유덕화 : 류치위안 역

### 조연
- 채탁연 : 장 지아웬 역
- 방중신 : 켈빈 역
- 주가이 : 쑨후이 역
- 강호문 : 무사라하파 역
- 전가락 : 첸 웨이룽 역
- 진가락
- 태보 : 우 렌슨 역
- 임달화 : 쩡젠차오 역

## 기타
- 수입 :  퍼스트런
- 공동제공 :  제이에이와이이엔터테인먼트, 키노라이츠